# Joseph-Aurélien Cornet
Pour les articles homonymes, voir Cornet.
Joseph-Aurélien Cornet (né le 20 mai 1919 à Bièvre et décédé le 20 janvier 2004 à Ciney) est un missionnaire chrétien d’origine belge, ethnologue et historien de l’art qui étudia les populations, l’art et la culture de la région du Congo durant près de 30 ans. Il a notamment laissé de nombreuses photographies, des carnets de notes illustrés, et des abécédaires linguistiques.

## Biographie
Cornet fut instruit par les frères chrétiens de Louvain. Il entra au noviciat en 1935, et obtint un diplôme d’enseignement en 1938, puis une licence, une maîtrise et un doctorat en histoire de l’art de l’Université catholique de Louvain en 1945 et 1970.
En 1970, Cornet devint le premier directeur de l’Institut des musées nationaux du Congo (IMNC), puis en 1971 directeur de l’Institut des musées nationaux du Zaïre (IMNZ). L’IMNC ayant été fondée sans bâtiment ni objets, la tâche principale de Cornet était de développer les collections du musée. Il le fit principalement parmi les peuples Woyo, Kuba et Nkundu. Il documenta ses découvertes dans des cahiers de terrain et des classeurs de négatifs photographiques dans le but de développer une encyclopédie sur l'histoire de l’art congolais en dix volumes.
Cornet se retira de la direction de l’IMNC en 1987 et retourna vivre en Belgique en 1992, où il poursuivit ses recherches, ses publications et ses conférences, notamment sur le suivi des objets pillés du musée après l’effondrement du régime Mobutu en 1997.
Après sa mort, en 2004, les archives de Cornet contenant des négatifs photographiques, des carnets de campagne, des notes linguistiques et personnelles, des documents imprimés et d’autres objets de recherche furent donnés à la Loyola University New Orleans Special Collections & Archives.